# Piaggio P.108

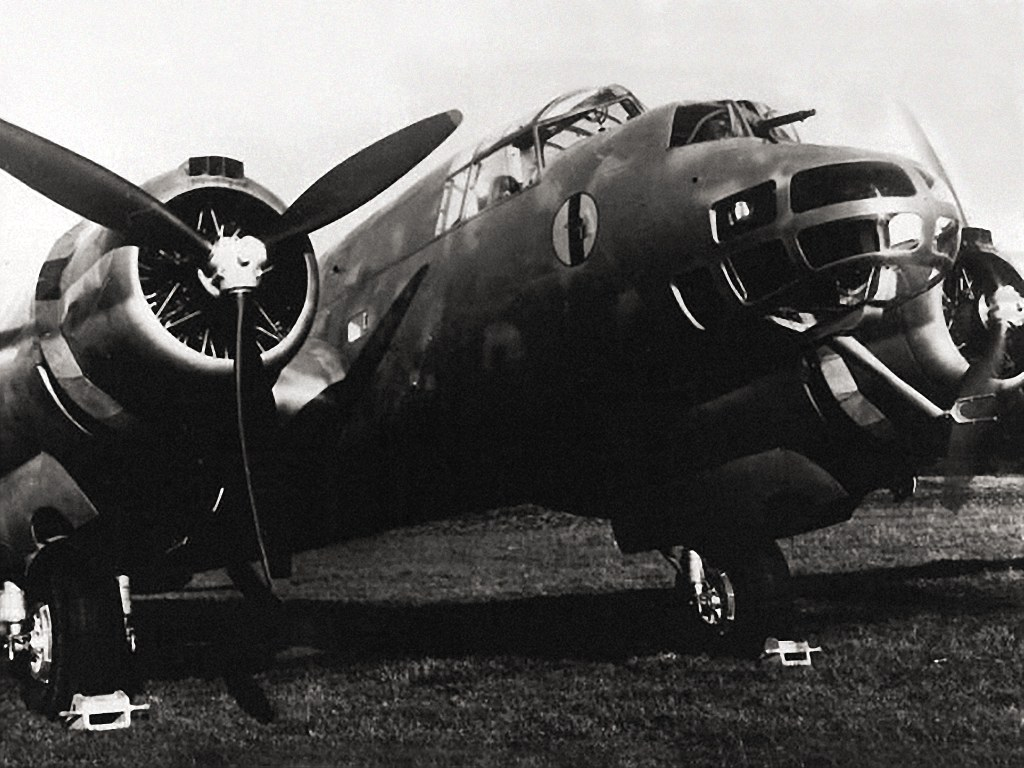
P.108 vista frontale

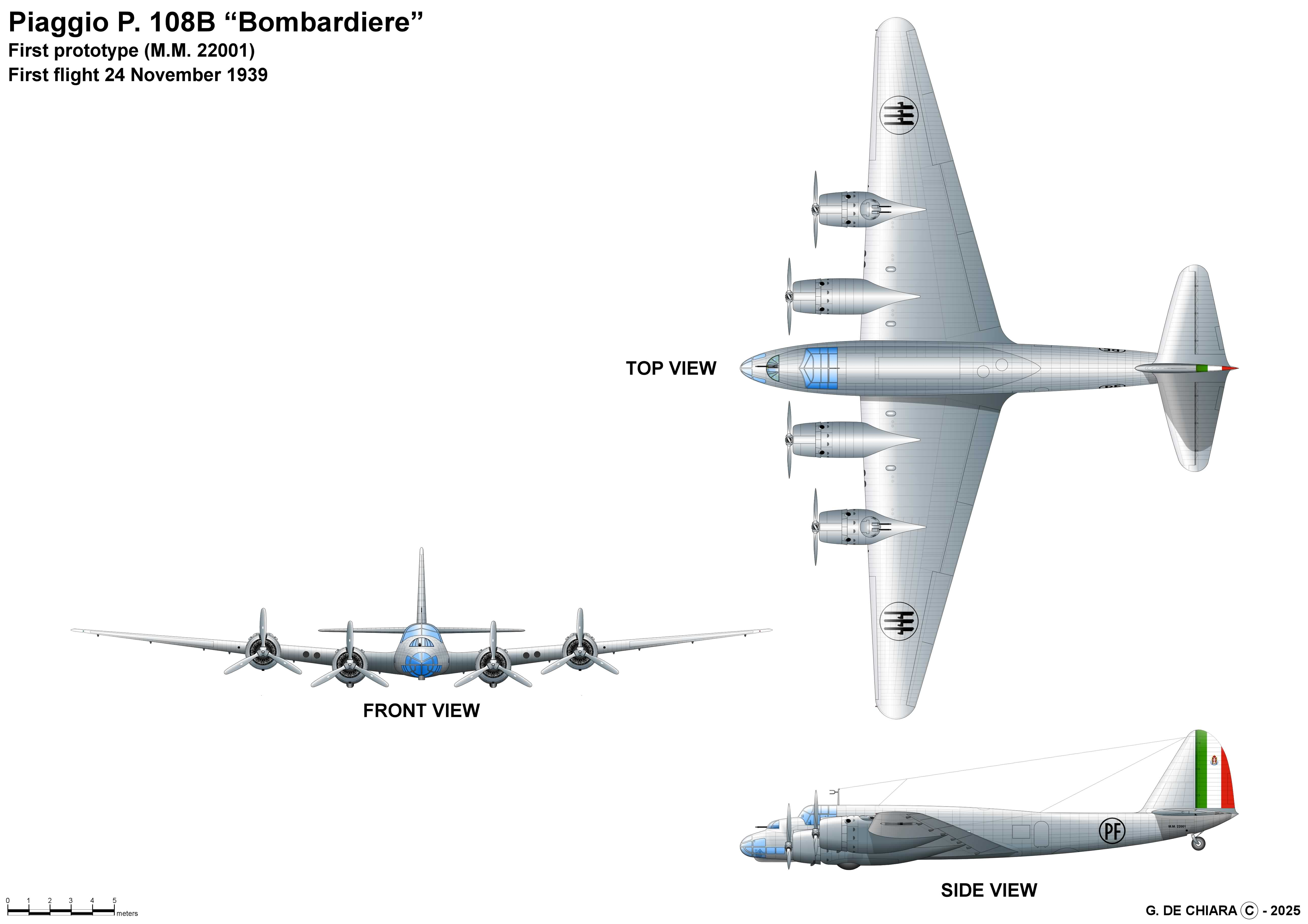
Primo prototipo

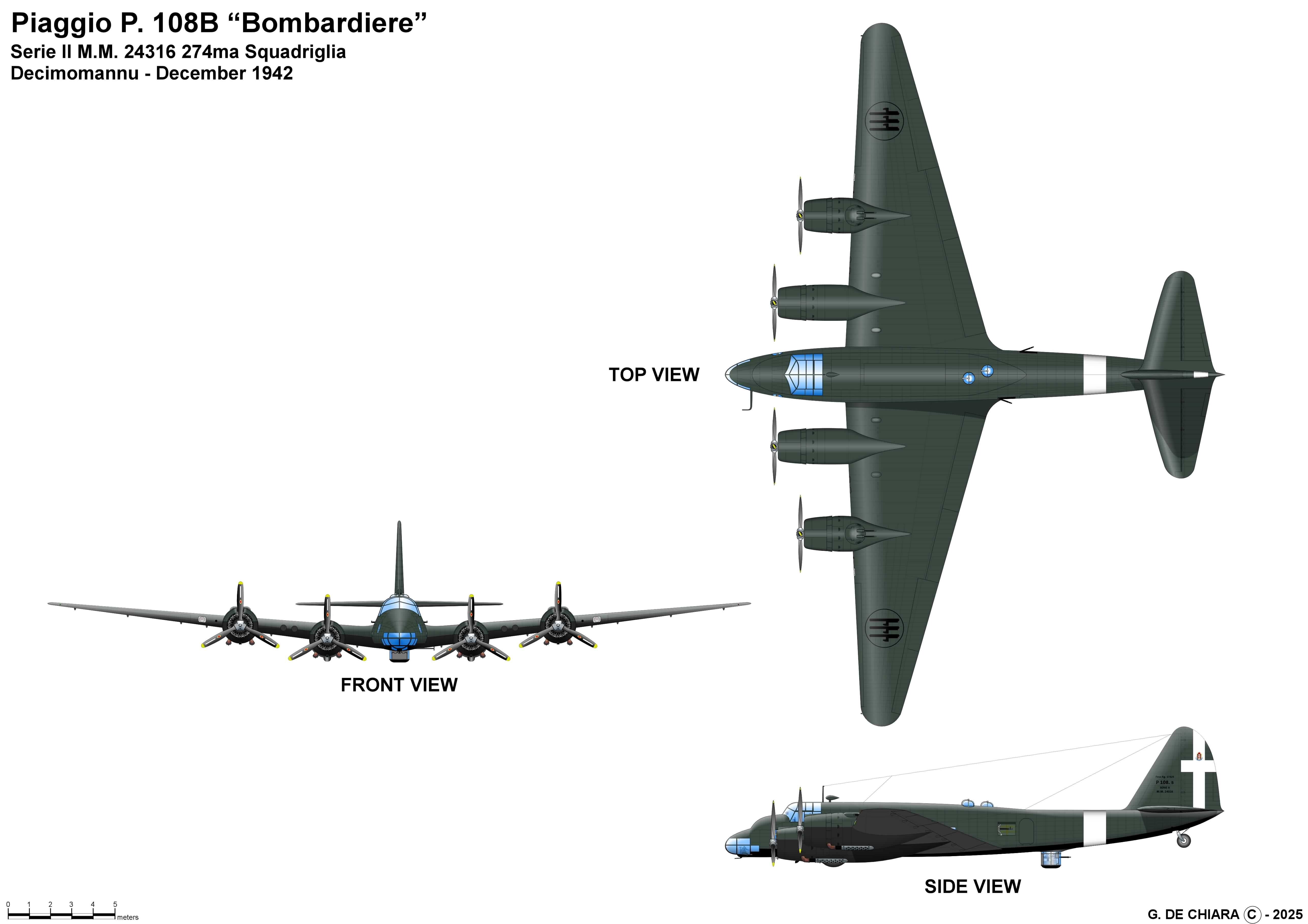
Esemplare operativo della Serie II

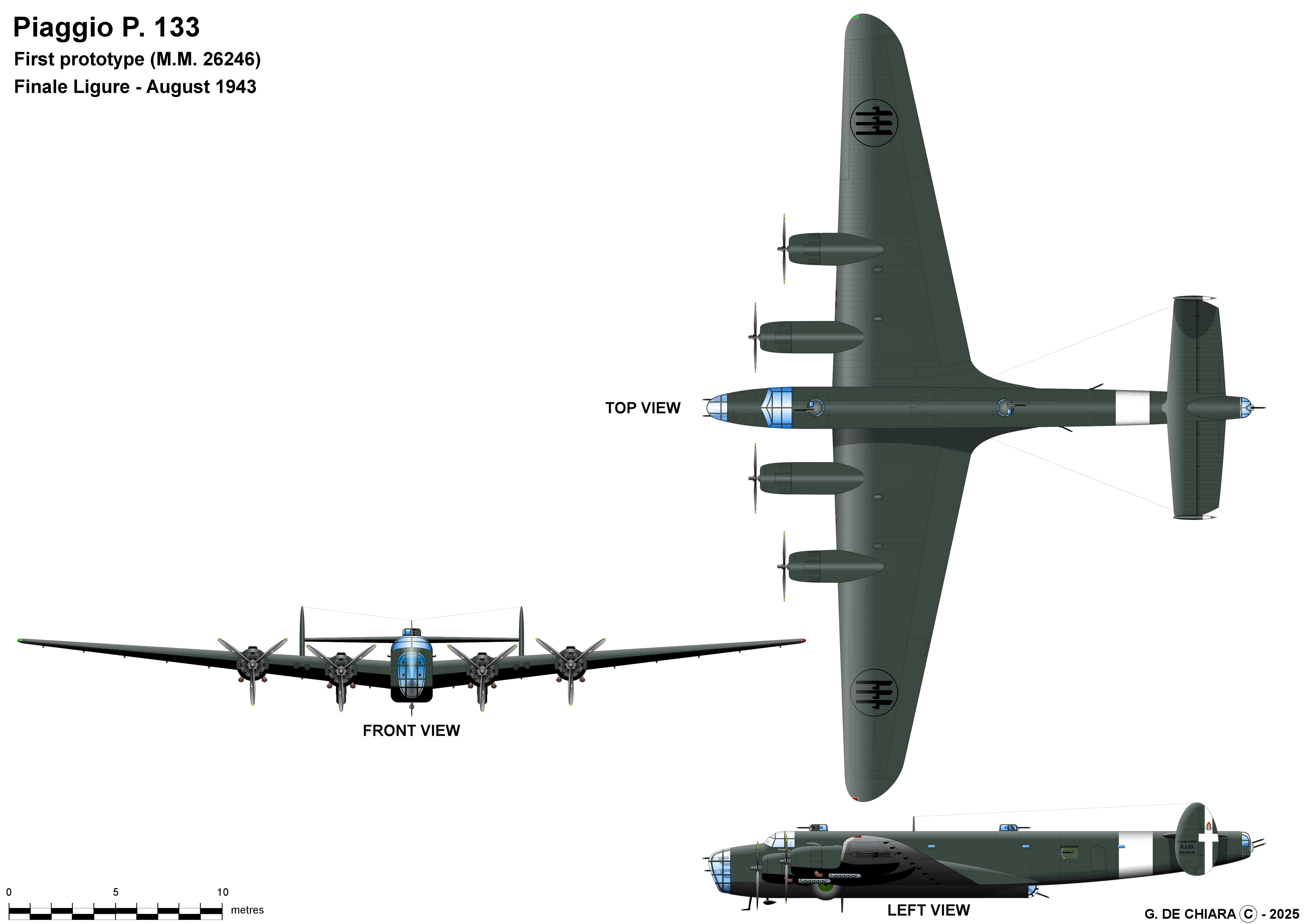
Primo prototipo

Il Piaggio P.108 fu un bombardiere pesante quadrimotore monoplano ad ala bassa sviluppato dall'azienda aeronautica Italiana S.A. Piaggio & C. nei tardi anni trenta.
Entrato in servizio nel 1941 ed utilizzato dalla Regia Aeronautica durante la seconda guerra mondiale, fu l'unico quadrimotore pesante utilizzato come bombardiere dalla Regia Aeronautica nel corso del conflitto, inoltre fu uno dei pochi velivoli militari italiani che, per le teoriche caratteristiche tecniche, si poteva paragonare ai migliori tra gli equivalenti prodotti dagli Alleati anche se praticamente fu inferiore ai Lancaster britannici ed ai B17 americani.

## Storia del progetto
Il P.108 fu l'unico bombardiere pesante quadrimotore della Regia Aeronautica nel secondo conflitto mondiale. Il progetto derivava dallo sviluppo di un precedente sotto-potenziato Piaggio P.50-II con struttura in legno e che non era in grado di alzarsi nelle condizioni di peso massimo.
Il progettista era Giovanni Casiraghi, un esperto ingegnere aeronautico che aveva in precedenza lavorato negli Stati Uniti dal 1927 al 1936. Sulla base della sua esperienza, concepì un aeroplano radicalmente diverso da quelle che erano le convenzioni dell'industria aeronautica italiana del tempo. Il P.108 era un bombardiere completamente metallico ad ala bassa con carrello retrattile. Vinse nel 1939 il concorso bandito dalla Regia Aeronautica per un nuovo bombardiere, battendo il Cant Z.1014, quando divenne evidente che i concorrenti non avrebbero potuto consegnare in tempo un numero sufficiente di esemplari alla aeronautica italiana prima della metà del 1940. In particolare il P.108 risultò il più economico tra i 4 presentati come progetto (gli altri erano il BR 30 FIAT, il Cant Z.1014 e il Caproni Ca. 204/205), l'unico costruito già a livello di simulacro (assieme al Cant Z.1014, che era forse quello dalle prestazioni migliori) e superiore nell'armamento difensivo sia al Fiat che al Caproni, mentre presumibilmente sarebbe stato più veloce e robusto del Fiat e grossomodo veloce quanto il Caproni (a meno che questo non avesse montato gli sperimentali, ma mai completati, motori Isotta Fraschini Zeta da 1 500 CV). Il Cant Z.1014 e il Caproni Ca.205 avrebbero potuto trasportare un carico bellico offensivo leggermente superiore (anche se nel caso del Caproni l'armamento difensivo era veramente ridotto e vi erano molti punti morti), ma con delle soluzioni inconsuete e poco ortodosse (per esempio il Cant Z.1014 aveva tre stive bombe, due delle quali nelle gondole motori), presumibilmente poco efficaci.
Il prototipo effettuò il primo volo il 24 novembre 1939.. Dimostrò di fornire ottime prestazioni e richiese poche rifiniture, ma ci fu bisogno di tempo prima che i piloti prendessero confidenza con il comportamento in volo. Il P.108 fu consegnato a un solo reparto, la 274ª Squadriglia Bombardamento a Grande Raggio (BGR), inquadrata all'interno del 46º Stormo con sede a Pisa, dove arrivò nel 1941 Vi furono però alcuni incidenti, in uno dei quali perse la vita il figlio prediletto di Benito Mussolini. Il 7 agosto 1941 Bruno Mussolini stava pilotando uno dei prototipi del bombardiere allora segreto, quando, secondo la versione ufficiale, i motori persero potenza in fase di atterraggio, l'aereo scese di quota urtando contro una casa. La sezione della cabina di pilotaggio si staccò dal resto del velivolo e, pur non incendiandosi, fu distrutta nell'impatto. Col Mussolini morirono altri due aviatori.

### Varianti e sviluppi

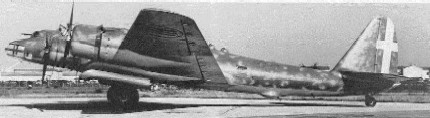
Vista laterale del P.108B a terra.

Il P.108 fu progettato in quattro versioni, ma soltanto una, il bombardiere P.108B, fu prodotta in serie prima dell'armistizio. Le altre varianti consistevano nel P.108A per impiego anti-nave, armato con un cannone da 102 mm (al momento dello sparo la copertura di duralluminio della prua si fessurava in più punti, e non ebbe mai un battesimo del fuoco perché giudicato pericoloso per l'equipaggio e estremamente impreciso nel tiro), il P.108C, un aereo di linea dotato di una maggiore lunghezza alare, fusoliera modificata in grado di trasportare 32 passeggeri e il P.108T, versione da trasporto militare. Furono costruiti un solo P.108A e 24 P.108B. Il totale tra versioni e prototipi fu di 35 aerei. La maggior parte dei P.108C fu poi modificata per uso come aereo da trasporto militare e poteva imbarcare fino a 60 passeggeri. Nove P.108 T furono utilizzati dalle unità da trasporto della Luftwaffe fino alla fine della guerra.
Riassumendo:

Cabina passeggeri di un Piaggio P.108 C

- P.108A Artigliere: nel marzo 1943 volò per la prima volta un P.108B di serie modificato con l'installazione di un cannone da 102 mm nel muso e destinato all'impiego antinave. Risultò un fallimento, perché il tiro risultava impreciso e quando il cannone sparava l'aereo vibrava pericolosamente, perdeva o prendeva quota improvvisamente, imbardava e si danneggiava nelle superfici.
- P.108B Bombardiere: distinti in due serie che si differenziavano per la sostituzione della mitragliatrice pesante nel muso con una carenatura aerodinamica
- P.108C Civile: variante civile dotata di cabina pressurizzata per 32 passeggeri. Per i voli notturni l'allestimento prevedeva 16 cuccette. Volò nel 1942. Come banco di prova per la cabina pressurizzata la Piaggio realizzò il bimotore P.111
- P.108T Trasporto: versione da trasporto, caratterizzata come trasporto militare da un armamento di 4 mitragliatrici da 12,7 mm (postazioni laterali, torretta dorsale e ventrale). Versione impiegata anche dalla Luftwaffe tedesca.
- Piaggio P.133: progetto di un bombardiere quadrimotore, da 490 km/h, 4 mitragliatrici pesanti e i 6 cannoni da 20 mm. Il carico utile raggiungeva i 4 800 kg. La costruzione era più leggera di quella del P.108 a beneficio delle prestazioni e del carico utile trasportabile, ma il modello non fu mai completato a causa dell'armistizio.

### Presunti collegamenti con la Vespa
Secondo alcuni resoconti il famoso scooter sviluppato dalla ditta di Pontedera nel 1946 sarebbe collegato al grande quadrimotore, in quanto:
- Le ruote della Vespa sarebbero i ruotini di coda del quadrimotore;
- Il motore della Vespa sarebbe un motorino di avviamento dei motori radiali dell'aereo;

Le due ipotesi sono false, in quanto i motori radiali Piaggio, come buona parte dei motori italiani di quel periodo, utilizzavano l'aria compressa proveniente da una bombola caricata da un "Aviocompressore SS" prodotto dalla Garelli, con caratteristiche diverse da quelle dei primi motori apparsi sulla Vespa. Negli archivi della Piaggio non vi è traccia di utilizzo di componenti aeronautici nel motociclo. Il celebre motoveicolo, progettato dall'ingegnere aeronautico Corradino D'Ascanio, rielaborò alcune tecnologie aeronautiche, quali il supporto "monotubo" della ruota anteriore, ispirato da quello dei carrelli degli aerei e la struttura portante in lamiera collegabile ai "rivestimenti lavoranti", ma queste tecnologie sono diffuse nel mondo aeronautico e non necessariamente collegate a un particolare velivolo.

## Impiego operativo
Il primo ed unico reparto a cui furono assegnati bombardieri P.108 fu la 274ª Squadriglia Bombardamento a Grande Raggio (BGR), che, al momento dell'assegnazione dei velivoli, era operativa solo da pochi mesi (1º giugno 1941).
Nonostante i numerosi incidenti e la non facile ambientazione del personale di volo, il 9 giugno 1942 due P.108B trovarono il loro primo impiego operativo in missione di ricerca e bombardamento navale nella zona delle Isole Baleari. Nello stesso anno vennero effettuate varie missioni di bombardamento principalmente sulle installazioni inglesi di Gibilterra, facendo decollare gli apparecchi dal campo di volo di Decimomannu, in Sardegna.
Negli ultimi mesi del 1942 e nei primi del 1943, in seguito all'Operazione Torch ed allo sbarco alleato in Nord Africa, il P.108 fu impiegato principalmente sull'Algeria. Dopo l'armistizio, i pochi esemplari rimasti di P.108B furono requisiti dalla Luftwaffe e non vennero utilizzati operativamente, contrariamente a quanto avvenne per la versione "T" dello stesso velivolo.

## Utilizzatori

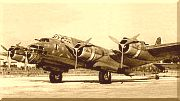
P.108

Italia
- Regia Aeronautica

 Germania
- Luftwaffe

### Riviste
- (EN) Giorgio Bignozzi, The Italian 'Fortress' (part 1), in Air International, Vol. 31, No. 6, Mark Ayton, dicembre 1986.
- (EN) Giorgio Bignozzi, The Italian 'Fortress' (part 2), in Air International, Vol. 32, No. 1, Mark Ayton, gennaio 1987,  pp. 29–31, 47–49.
- Ferdinando Pedriali, Le Fortezze Volanti Italiane, in RID, Giornalistica riviera, novembre 1991,  pp. 60-65.